# Södra Åsums landskommun
Södra Åsums landskommun var en tidigare kommun i dåvarande Malmöhus län.

## Administrativ historik
Kommunen bildades i Åsums socken i Färs härad i Skåne när 1862 års kommunalförordningar trädde i kraft. Namnet var före 17 april 1885 Åsums landskommun.
I kommunen inrättades 2 april 1898 Sjöbo municipalsamhälle.
Vid kommunreformen 1952 upplöstes municipalsamhället och kommunen uppgick i Sjöbo köping som 1971 ombildades till Sjöbo kommun.

## Politik

### Mandatfördelning i Södra Åsums landskommun 1938-1946
| 15 | 3 | 4 | 3 |

| 24 |

| 15 | 3 | 4 | 3 |

| 24 |

| 14 | 4 | 4 | 3 |

| 25 |